# لاسترا آ سينيا
لاسترا آ سينيا هي كومونا (بلدية) في مدينة فلورنسا الحضرية في منطقة تسكانة الإيطالية، وتقع على بعد حوالي 12 كيلومتر (7 أميال) غرب فلورنسا.

## المعالم السياحية الرئيسية
- مستشفى سانت أنطونيو (1411)
- جدران فيليبو برونليسكي، على الرغم من أن الإسناد إلى المهندس المعماري الفلورنسي غير مؤكد
- سان مارتينو كنيسة أبرشية ومتحف جانغالاندي

## المدن التوأم
تحتفظ لاسترا آ سينيا بعلاقة التوأمة مع:
- جوروسيو، إيطاليا، منذ عام 1989
- سينت فونز، فرنسا، منذ عام 1995
- مونستر، ألمانيا، منذ عام 2015

## روابط خارجية
- الموقع الرسمي